# Видре Бечеј
Видре Бечеј су клуб америчког фудбала из Бечеја, у Србији. Основани су 2015. године и своје утакмице играју на помоћном терену стадиона "ОФК Бечеј 1918". Од августа, 2016. године мењају такмичарско име у "ГТЦ Вианор Видре" Бечеј, a затим након завршене сезоне 2019. године, постају "ГТЦ Вулко Видре". Од последица КОВИД вируса, Видре престају да се такмиче у текл фудбалу од 2021. године.

## Историја

### Настанак
Почетком лета 2015. године, окупљајући се на помоћном терену градског стадиона "Крај Тисе" у Бечеју, и играјући безконтактну верзију америчког фудбала,, група момака је одлучила да направи корак више и оформи клуб америчког фудбала у Бечеју. То се званично и догодило 17.06.2015. године, а за првог председника клуба изабран је и покретач целе идеје, Филип Аврамов.

### Име клуба
Највећа полемика је била око имена клуба. Ту је било разних предлога, "Гусари", "Вепрови", "Бекрије", итд. али је на крају ипак изабрано име "Видре". Ватерполо клуб Бечеј је као бивши шампион Европе носио надимак "Видре", те су се оснивачи из поштовања према највећем спортском успеху града и нади да ће имати исте успехе као ватерполо клуб, одлучили баш за то име.

### Прва утакмица
Клуб америчког фудбала "Видре" почиње са својим радом у септембру 2015. године. Брзо су прикупљена средства и потребна опрема за игру, те се већ 2016. играла прва сезона без иједне пријатељске утакмице. Прва утакмица одиграна је у Зрењанину, против екипе Витезова из Клека. Видре су изгубиле 37:2, а прве поене постигао је Филип Шапурић из Врбаса, који је био и тренер на тој утакмици.

### Прва победа
Почетком друге сезоне, Видре су у првом колу гостовале против екипе "Пирата" из Земуна. Утакмица је играна 08.04.2017. године на терену ОШ "Сутјеска". Видре су на тој утакмици славиле 42:3, а поене су постизали: 
- 07:00 Владимир Давидов пас за Николу Пркосовачког, ПАТ Предраг Матић
- 13:00 Владимир Давидов пас за Милана Станимирова, ПАТ неуспешан
- 20:03 Владимир Давидов пас за Николу Пркосовачког, ПАТ Предраг Матић
- 22:03 сејфти, исфорсиран специјалним тимом Видри
- 28:03 Владимир Давидов пас за Николу Пркосовачког, ПАТ неуспешан
- 34:03 Владимир Давидов пас за Николу Пркосовачког, ТПЦ неуспешно
- 42:03 Трчање Марио Шапурић, ТПЦ трчање Марко Клинец.

## Резултати

### Резултати табеларно
| Сезона | Ранг | Лига              | Регуларни део | Ут. | Поб. | Пор. | Плеј-оф               | Коначан пласман |
| ------ | ---- | ----------------- | ------------- | --- | ---- | ---- | --------------------- | --------------- |
| 2016.  | 3    | Трећа лига Србије | 5. место      | 4   | 0    | 4    | Нису се квалификовали | 9. место        |
| 2017.  | 3    | Трећа лига Србије | 2. место      | 5   | 3    | 2    | Полуфинале            | 3. место        |
| 2018.  |      | Арена лига Србије | 1. место      | 3   | 2    | 1    | Финале                | 2. место        |
| 2019.  |      | Арена лига Србије | 3. место      | 4   | 1    | 3    | Нису се квалификовали | 7. место        |
| 2020.  | 2    | Друга лига Србије | 3. место      | 3   | 1    | 2    | полуфинале            |                 |
| 2021.  |      | нису се такмичили |               |     |      |      |                       |                 |
| 2022.  |      | нису се такмичили |               |     |      |      |                       |                 |

### 2016.
Ово је била дебитантска година за Видре. Екипа је учествовала у Трећој лиги Србије - група Север. Поред Видри, учествовали су и "Витезови" Клек, "Ајкуле" Шабац, "Дивљи пси" Нови Сад и "Јастребови" Обреновац.
Регуларни део: 
- "Витезови" Клек - "Видре" Бечеј                    37:02
- "Видре" Бечеј - "Јастребови" Обреновац     32:06
- "Дивљи Пси" Нови Сад - "Видре" Бечеј        19:08
- "Видре" Бечеј - "Ајкуле" Шабац                      13:14

Видре су сезону завршиле на последњем петом месту, а у виши ранг такмичења је отишла екипа "Дивљи пси" из Новог Сада.

### 2017.
Друга такмичарска година за Видре. Екипа се такмичи у Трећој лиги Србије - група Север, а за противнике има "Витезови" Клек, "Ајкуле" Шабац и "Пирати" Земун. У овој сезони, група север се укрша са групом југ, и победник лиге прелази у виши ранг. У групи југ наступају "Императори" Ниш, "Краљевске круне" Краљево, "Јастребови" Обреновац и "Бедеми" Смедерево.
Регуларни део: 
- "Пирати" Земун - "ГТЦ Вианор Видре" Бечеј      03:42
- "ГТЦ Вианор Видре" Бечеј - "Ајкуле" Шабац       20:00
- "Витезови" Клек - "ГТЦ Вианор Видре" Бечеј      30:00

Плеј-оф:
четвртфианле - "ГТЦ Вианор Видре" Бечеј - "Императори" Ниш 35:00 (службени резултат)
полугфинале      - "Краљевске круне" Краљево - "ГТЦ Вианор Видре" Бечеј 16:06
Видре су сезону завршиле на трећем месту (због бољег резултата против другог полуфиналисте), иза "Витезова" из Клека и "Краљевских Круна" из Краљева. Те две екипе су избориле пласман у виши ранг такмичења.

### 2018.
И поред одличног резултата из претходне сезоне, клуб се одлучује за иступање из Треће лиге Србије због недовољног броја играча. Своје тачкмичење наставља у новоформираној лиги "Арена лига Србије", који се игра са 7 играча на терену. Уз Видре, у лиги учествују и "Вукодлаци" Ваљево, "Императори" Ниш и "Универзитет Београд" Београд.
Регуларни део: 
- "ГТЦ Вианор Видре" Бечеј - "Вукодлаци" Ваљево    16:00
- "Вукодлаци" Ваљево - "ГТЦ Вианор Видре" Бечеј     08:11

Финале:
- "ГТЦ Вианор Видре" Бечеј - "Императори" Ниш         08:18

Видре су сезону завршиле на другом месту, а "Императори" из Ниша су постали први шампиони Србије у Арена лиги.

### 2019.
Након прошлогодишњег преокрета и пораза у финалу, Видре су се додатно појачале и преузеле улогу главног фаворита за освајање лиге.
Промена у лиги била је повећање играча уместо 7 на 8.
Регуларни део:
- "ГТЦ Вианор Видре" Бечеј - "Ајкуле" Шабац             20:06
- "Хавкси" Обреновац - "ГТЦ Вианор Видре" Бечеј     36:28
- "Ајкуле" Шабац - "ГТЦ Вианор Видре" Бечеј              37:19
- "ГТЦ Вианор Видре" Бечеј - "Хавкс" Обреновац       13:38

Видре су и поред одличног старта, одиграли најслабију сезону до сада и завршили на последњем месту у групи "Север".

### 2020.
Видре се након две године проведене у Арена лиги Србије, одлучује за враћање у такмичење 11 на 11 и придружује се Другој лиги Србије. Клуб доводи прво инострано појачање, тркача из САД-а, Џејсон Брендона.
Услед светске пандемије вируса COVID-19, контакт лига је забрањена и играо се фудбал са другачијим правилима - тач фудбал. Инострана појачања су морала бити отказана.
Друга лига се поделила у две групе - Север и Југ, са по четири учесника. Унутар група играле су се утакмице свако са сваким, а након тога се прешло у плеј оф по систему, вајлд кард (С2-Ј3, Ј2-С3), полуфинале (С1 - победник Ј2-С3, Ј1 - победник С2-Ј3).
Регуларни део:
- "Мамути" Кикинда - "ГТЦ Вулко Видре" Бечеј            62:56
- "Индијанци" Инђија - "ГТЦ Вулко Видре" Бечеј          60:18
- "ГТЦ Вулко Видре" Бечеј - "Витезови" Клек               52:28

Након регуларног дела, Видре су завршиле на 3. месту у групи и пласирали се у плејоф.
Плејоф:
Вајлд кард    - "Пастуви" Пожаревац - "ГТЦ Вулко Видре" Бечеј   30:52
Полуфинале - "Индијанци" Инђија  - "ГТЦ Вулко Видре" Бечеј   35:00 (службени резултат)
Утакмица полуфинала се није одиграла због заражености вирусом ЦОВИД-19 неколико играча Бечеја, а због густог распореда свих такмичења унутар СААФ-а, одлучено је да се утакмица региструје службеним резултатом у корист Инђије, која је касније и освојила Другу лигу Србије.

## Меморијални турнир "Гордан Личанин"
Меморијални турнир посвећен је једном од оснивача клуба, генералном секретару и потпредседнику клуба, Гордану Личанину. Гордан је преминуо након дуге и тешке болести срца. Турнир се одржава у безконтактној - флег верзији америчког фудбала.

## Стручни штаб
Тренутно нема стручног штаба

## Играчи
Тренутно нема активног ростера.

## Председници
- Владимир Давидов (2021 - …)
- Филип Аврамов       (2015 - 2021)